# Yu Jim-yuen
Yu Jim-yuen, auch: Yu Chan-yuan, (chinesisch 于占元, Pinyin Yú Zhànyuán, Jyutping Jyu4 Zim1jyun4; * 5. September 1905 in Peking, China; † 8. September 1997 in Los Angeles) war der Leiter der Pekinger Theater- und Schauspielschule (中國戲劇研究學院) in Hongkong, in der unter anderem Schauspieler wie Jackie Chan (Yuen Lou), Sammo Hung (Yuen Lung), Yuen Biao, Yuen Tai, Yuen Wah, Corey Yuen (Yuen Kwai) und Yu So-chow ihre harte traditionelle Ausbildung in der chinesischen Oper bzgl. Gesang, Akrobatik (z. B. Kung Fu) und Schauspielkunst erhielten. Diese sieben Persönlichkeiten bildeten in ihrer Jugendzeit unter anderen den Kern der bekannten Schauspieltruppe The Seven Little Fortunes bzw. The Lucky Seven (七小福,  Qī Xiǎofú) und war im damaligen Oper- und Theaterkreis der 1960er Jahre in Hongkong bekannt und löste sich Anfang der 1970er Jahre wegen mangelnder Auftragslage auf. Yu Jim-yuen suchte daraufhin sein Glück in den USA und wirkte selbst 1980 in einem Film The Old Master (師父出馬) in der Rolle des Wen Ren-yang mit.
Yu Jim-yuen starb 1997 an einem Herzinfarkt in Los Angeles.